# Ehrlichiaceae
Famille
Synonymes
Anaplasmataceae Philip 1957
Les Ehrlichiaceae sont une famille de très petites bactéries à Gram négatif de l'ordre des Rickettsiales. Leur nom provient de Ehrlichia qui est le genre type de la famille.

## Taxonomie
Le nom correct complet (avec auteur) de ce taxon est Ehrlichiaceae Moshkovski 1945.
genre type est Ehrlichia Moshkovski 1945.

### Synonymie
Ehrlichiaceae a pour synonyme :
- Anaplasmataceae Philip 1957

### Étymologie
L'étymologie du nom de cette famille est la suivante : N.L. fem. n. Ehrlichia, genre type de la famille; L. fem. pl. n. suff. -aceae, suffixe pour définir une famille; N.L. fem. pl. n. Ehrlichiaceae, la famille des Ehrlichia.

## Liste de genres
Selon la LPSN (7 avril 2025) :
- Aegyptianella Carpano 1929
- Anaplasma Theiler 1910
- Ehrlichia Moshkovski 1945
- Lyticum (ex Preer et al. 1974) Preer & Preer 1982
- Neorickettsia Philip et al. 1953
- Wolbachia Hertig 1936